# Forteresse de Riffa

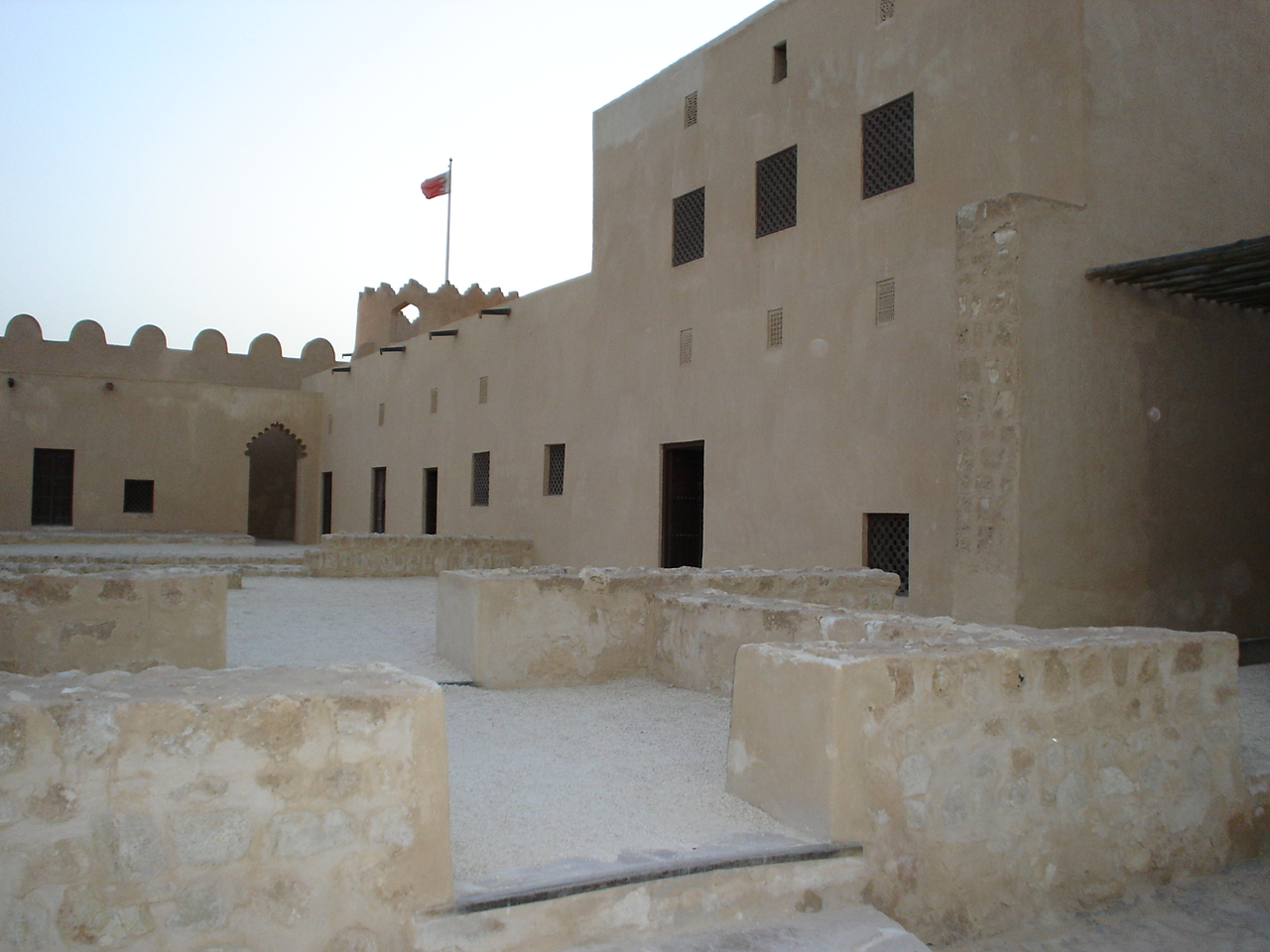
Forteresse de Riffa

La forteresse de Riffa, ou Riffa Fort (en arabe : قلعة الرفاع ; translittéré: « Qalaat ar-Rifa »), est un fort situé dans la ville de Riffa (Bahreïn). 

## Histoire
La forteresse a été construite à l'époque de la domination de l'Empire perse Séfévide d'Iran, sur Bahreïn, au XVIIe siècle.
Elle a été transformée en résidence au XVIIIe siècle, pour Sh.Salman Bin Ahmed (Al Fateh) Al-Khalifa, et inauguré en 1812. Il a été le siège du gouvernement jusqu'en 1869.
Aujourd'hui localement dénommé Sh.Salman bin Ahmed Fort, elle offre une vue splendide sur la vallée d'Hunanaiya. C'est également un des meilleurs endroits pour apprécier les effets de la tour des vents.